# William Ellis
William Ellis (24 augustus 1794 - 9 juni 1872) was een Britse missionaris. Hij bezocht missieposten in de Genootschapseilanden, de Hawaïaanse eilanden en Madagaskar, en verwierf grote bekendheid door zijn boeken waarin hij zijn ervaringen beschreef.

## Jeugdjaren
William Ellis werd op 24 augustus 1794 geboren in een arbeiderswijk in Londen. Op jonge leeftijd ontwikkelde William Ellis een liefde voor planten en nam een baan als tuinman. Hij vond werk in het oosten van Engeland, vervolgens in een kwekerij ten noorden van Londen en ten slotte nam hij dienst als hovenier bij een rijke familie in Stoke Newington. Later nam hij zich voor een missionaris te worden en werd toegelaten in en missionarisschool van het Londens Zendingsgenootschap (Engels: London Missionary Society) in Homerton. Vervolgens volgde hij colleges in Hampstead.

## Missie naar Polynesië
In 1815 werd William Ellis gewijd. Hij trouwde op 9 november van hetzelfde jaar met Maria Mercy Moor. Ellis kreeg de opdracht voor een missie in Frans-Polynesië en vertrok vanuit Engeland op 23 januari 1816. Via Sydney voer het echtpaar naar Moorea, een van de Bovenwindse Eilanden, en leerde er de plaatselijke taal. Ellis, zijn vrouw en twee andere missionarissen met hun vrouwen kregen bezoek van verschillende stamhoofden uit nabijgelegen eilanden, die hen naar het atol Huahine uitnodigden. De zes Britten kwamen in juni 1818 op het atol aan en ontmoetten er een grote menigte die zich hier vanuit nabijgelegen eilanden hadden verzameld, waaronder Tamatoa, de koning van Raiatea.

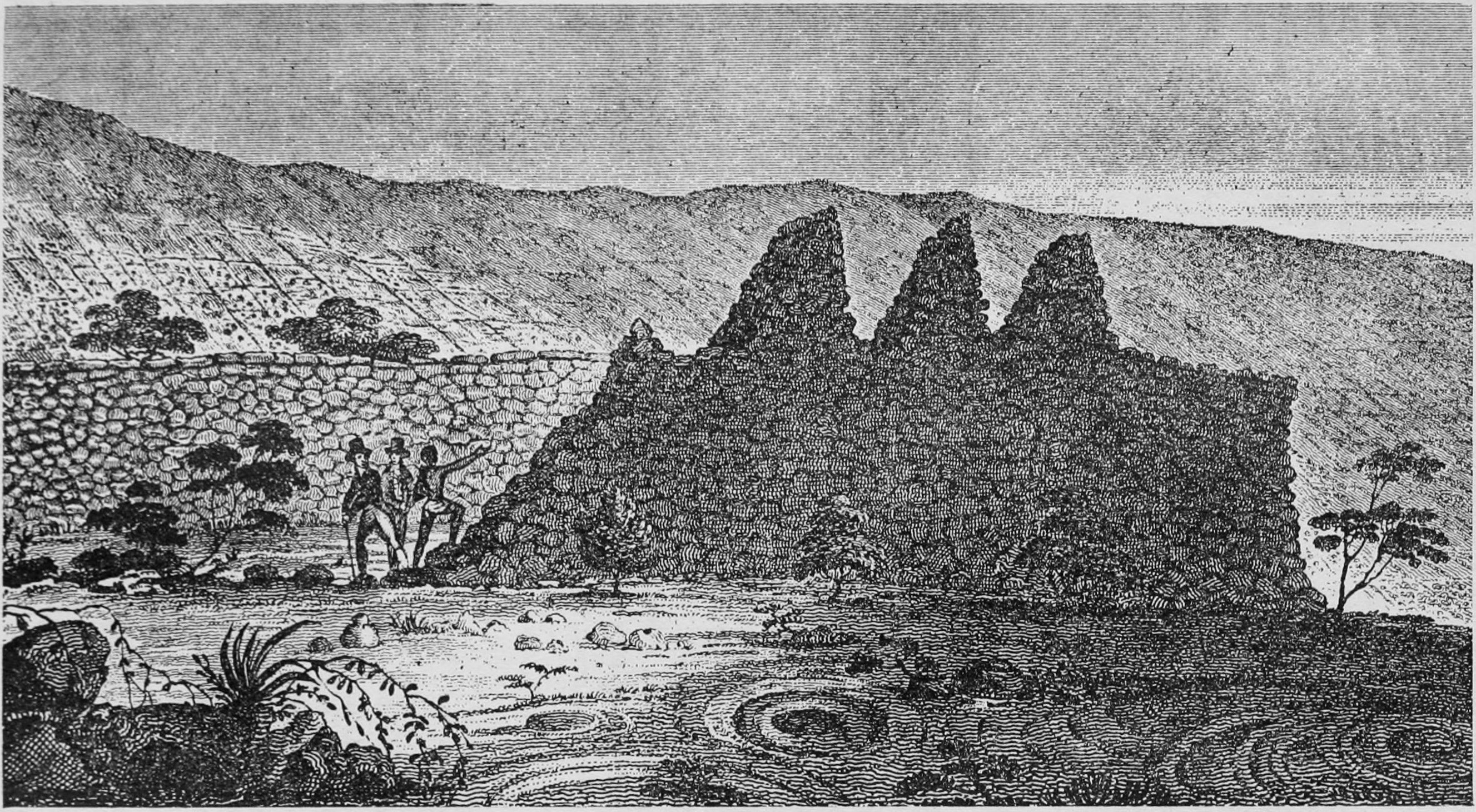
Illustratie uit Ellis' verslag van ruïnes ten zuiden van Kailua in Hawaï

Vanuit Tahiti reisden William Ellis en zijn vrouw met een kleine groep met het schip de Mermaid naar de Hawaïaanse eilanden, die toen nog bekendstonden als de Sandwich Eilanden. Het reisgezelschap arriveerde op Honolulu op 16 april 1822. In juni 1823 maakte William Ellis en drie Amerikaanse missionarissen een reis naar het eiland Hawaï, op zoek naar geschikte locaties om missieposten te bouwen. Hun eerste tussenstop was Kailua, waar ze de gouverneur Kuakini ontmoetten, die beter bekend was als 'John Adams'. Op Hawaï bezichtigden ze een groot aantal bezienswaardigheden, en Ellis en zijn metgezellen waren de eerste Europeanen die de krater van de Kīlauea bezochten, die in die tijd nog actief was. Verspreid over het eiland werden een groot aantal kerken opgericht, en nadat William Ellis terugkeerde in Honolulu leerde hij er de Hawaïaanse taal en hielp hij met het installeren van een drukpers.

## Terug in Engeland
Toen Mary Ellis ziek werd, keerde William Ellis in augustus 1824 terug naar Londen. Hier aangekomen publiceerde hij zijn reisverslagen van Hawaï in zijn boek A journal of a tour around Hawai'i, the largest of the Sandwich Islands. Later publiceerde hij een driedelig werk over zijn ervaringen in Frans-Polynesië, met de titel Polynesian researches, during a residence of nearly six years in the South Sea Islands.
Het Londens Zendingsgenootschap benoemde Ellis tot adjunct-secretaris van Buitenlandse zaken in 1830, en later algemeen secretaris. Zijn vrouw Mary stierf op 11 januari 1835 en liet William Ellis vier kinderen na. In 1836 publiceerde Ellis een biografie van zijn overleden vrouw met de titel Memoir of Mrs. Mary Mercy Ellis.
In 1838 hertrouwde William Ellis met Sarah Stickney (1799-1872), die als quaker was opgevoed, maar later een congregationalist werd en betrokken raakte bij het werk van het Londens Zendingsgenootschap. Ze deelde bovendien Ellis' liefde voor boeken en schreef zelf populaire boeken over de rol van de vrouw in de maatschappij.
Met het publiceren van zijn werk Polynesian researches had William Ellis een grote bekendheid gekregen bij de wetenschappelijke kringen in Groot-Brittannië. De criticus Robert Southey van het tijdschrift de Quarterly Review beschreef het werk als "a more interesting book we have never perused" ("een interessanter boek dan we ooit eerder hebben ingezien").
Na het succes van Ellis' werken vroegen de directeuren van het Londens Zendingsgenootschap hem om een studie van Madagaskar te maken. Voordat hij een voet op dit eiland had gezet, publiceerde hij in 1838 een tweedelig werk, getiteld History of Madagascar. William Ellis zag zich in 1844 door een verslechterende gezondheid genoodzaakt om ontslag te nemen bij het zendingsgenootschap, en trok zich terug in Hoddesdon, een klein dorpje in Hertfordshire. Drie jaar later werd hem de post van pastoor aangeboden in de congregationalistische kerk in dit dorp.

## Missie naar Madagaskar

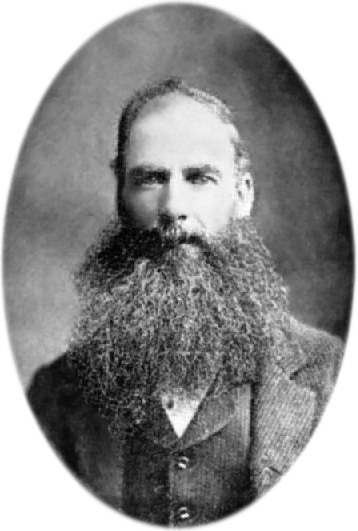
William Ellis op gevorderde leeftijd

In 1849 was de gezondheid van William Ellis verbeterd en accepteerde hij het aanbod van het Londens Zendingsgenootschap om naar Madagaskar te reizen als hun officiële afgezant. Toen hij in 1853 op het eiland aankwam werd hem de toegang door koningin Ranavalona I geweigerd, die in 1835 een verbod op het christendom had laten uitvaardigen. Ellis woonde een tijdje op het eiland Mauritius en trachtte vervolgens een tweede maal om in Madagaskar te komen. Pas bij zijn derde poging in 1856 werd het hem door Ranavalona toegestaan om gedurende één maand op het eiland te verblijven. Hij publiceerde zijn studie in 1858 in zijn boek Three Visits to Madagascar.
Na Ranavalona's overlijden in 1861 ondernam William Ellis een vierde poging en werd toen definitief toegelaten. Hij bleef in Madagaskar tot 1865 en hielp de missionarissen op het eiland. Toen hij in 1865 terugkeerde naar Londen maakte hij een groot tournee waarbij hij lezingen gaf over zijn reizen. Bovendien publiceerde hij nog twee werken over Madagaskar: Madagascar Revisited in 1867 en Martyr Church of Madagascar in 1870.

## Overlijden
In 1872 vatte William Ellis een kou tijdens een treinreis en overleed op 9 juni 1872 in zijn woonplaats te Hoddesdon. Zijn vrouw Sarah Ellis overleed zeven dagen later, op 16 juni. William werd begraven in het kerkhof van een congregationalistische kerk in Londen, Sarah Ellis werd begraven in de buurt van hun huis in Hoddesdon. William Ellis' zoon John Ellis schreef samen met de schrijver Henry Allon een biografie over de dood van zijn vader, die kort na zijn dood werd gepubliceerd.

## Werken van William Ellis
- William Ellis (1823). A journal of a tour around Hawai'i, the largest of the Sandwich Islands (Crocker and Brewster, New York).
- William Ellis (1829). Polynesian researches, during a residence of nearly six years in the South Sea Islands, Volume 1. Fisher, Son & Jackson.
- William Ellis (1829). Polynesian researches, during a residence of nearly six years in the South Sea Islands, Volume 2. Fisher, Son & Jackson.
- William Ellis (1832). Polynesian researches during a residence of nearly eight years in the Society and Sandwich Islands Volume 3, Second. Fisher, Son & Jackson.
- William Ellis (1836). Memoir of Mrs. Mary Mercy Ellis, American. Crocker & Brewster.
- William Ellis (1859). Three visits to Madagascar during the years 1853-1854-1856. Harper.
- William Ellis (1867). Madagascar revisited, describing the events of a new reign and the revolution which followed. John Murray. ISBN 0-548-22734-9.
- William Ellis (1870). The martyr church: a narrative of the introduction, progress, and triumph of Christianity in Madagascar. J. Snow. ISBN 0-8370-0407-1.